# ジュリア (ビートルズの曲)
「ジュリア」（Julia）は、ビートルズの楽曲である。1968年に発売された9作目のイギリス盤公式オリジナル・アルバム『ザ・ビートルズ』にB面を締めくくる楽曲として収録された。レノン＝マッカートニー名義となっているが、ジョン・レノンが1958年に44歳で亡くなった母ジュリア・レノンを題材として書いた楽曲。レノンのアコースティック・ギターとボーカルのみで構成された楽曲で、他のメンバーは演奏に参加していない。
1976年にアメリカで発売されたシングル盤『オブ・ラ・ディ、オブ・ラ・ダ』のB面にも収録された。

## 背景・曲の構成
レノンは、1968年春にインドのリシケーシュでマハリシ・マヘーシュ・ヨーギーのもとで超越瞑想の修行をしていた際に「ジュリア」を書いた。アコースティック・ギターとボーカルで構成された本作は、リシケーシュでドノヴァンから教わったスリー・フィンガー奏法で作曲された。
「ジュリア」は、レノンが母親であるジュリア・レノン（1914年 - 1958年）を題材として書いた楽曲。レノンが5歳の時に両親が離婚し、母親が別の男性との生活を始めてからは、叔母のミミの元で育てられていた。1955年にミミの夫であるジョージが死去してからは、ミミとの間に緊張が走るようになり、ミミの厳しいしつけから逃げるために、レノンはジュリアとの関係を再開させた。ジュリアとはロックンロールへの愛情という共通の絆があったことから、ジュリアはジョンの音楽好きを後押しし、1957年にジョンにギターを買い与えた。しかし、1958年7月にジュリアが非番の警察官が運転する車に轢かれて死去。レノンが17歳の時のことで、「僕は母親を2度なくした。1度目は5歳の時で、2度目は彼女が実際に亡くなったとき。僕にとっては人生で最悪の経験だった」と振り返っている。
レノンは、後に妻となるオノ・ヨーコについても本作で言及しており、「oceanchild（大洋の子）」とはオノのことを指している。レノンとオノは1966年に出会い、レノンがリシケーシュに滞在していた時期にも、オノはメッセージを送っていた。これについて、レノンは「ヨーコは『わたしは雲。空のわたしに目を光らせて』みたいなことを書いてきた」と振り返っていて、本作の「silent cloud, touch me（もの言わぬ雲、僕に触れて）」というフレーズは、このオノのメッセージをヒントに書いたものとされている。また、歌詞はレヴァノンの詩人であるハリール・ジブラーンを思わせるものとなっており、冒頭の「Half of what I say is meaningless / But I say it just to reach you（僕が喋る言葉の半分は意味がない / それでも口にするのは君に届けたいから）」というフレーズは、ジブラーンの詩集『砂と泡』からの引用である。
本作のキーはDに設定されていて、レノンはギターの2フレット目にカポタストを付けて、キーがCの形で演奏した。

## レコーディング
「ジュリア」のレコーディングは、1968年10月13日にEMIレコーディング・スタジオのスタジオ2で行われ、アルバム『ザ・ビートルズ』のために仕上げられた最後の楽曲となった。1968年5月にイーシャーにあるジョージ・ハリスンの自宅でレコーディングされたデモ音源では、「So I sing a song of love（だから僕は愛の歌を歌おう）」というフレーズにポール・マッカートニーのハーモニーが入っていて、スタジオでレコーディングされた音源はこのデモ音源に酷似した仕上がりとなっている。本作は「シンプルなアレンジ」を目指していたため、ハーモニーやその他の楽器をオーバー・ダビングする作業は行われなかった。
10月13日のセッションでは3テイク録音されたとされているが、録音された3つのテイクは、セッションの早い時間に録音されたレノンのリハーサル音源に上書きされていた。これにより、マスターとなったテイク3のあとには、これらのリハーサル時の模様が一部テープ上に残されていて、2018年に発売された『ザ・ビートルズ (ホワイト・アルバム)〈スーパー・デラックス・エディション〉』のCD6には、同テープの最後の4分25秒分の音源が収録された。

## リリース・評価
「ジュリア」は、1968年11月22日にアップル・レコードより発売されたオリジナル・アルバム『ザ・ビートルズ』のB面を締めくくる楽曲として収録された。ビートルズの解散から6年後の1976年にアメリカでシングル盤『オブ・ラ・ディ、オブ・ラ・ダ』のB面曲としてリカットされた。その後、『イマジン (オリジナル・サウンドトラック)』にも収録され、2006年にシルク・ドゥ・ソレイユのショーのサウンドトラック盤として発売された『LOVE』には、「エリナー・リグビー」のコーダに本作のギターのフレーズが、次曲と繋がるように収録された。
アルバム『ザ・ビートルズ』の発売50周年に連動して、『インデペンデント』誌のジェイコブ・ストールワーシーはアルバムに収録された30曲の中から13位に選出し、本作について「1枚目のディスクは、レノンの亡くなった母ジュリアへの頌歌で終わる。この曲はジョンが書いて、1人で演奏した唯一のビートルズの楽曲」と述べている。

## クレジット
※出典
- ジョン・レノン - ダブルトラックのボーカル、ダブルトラックのアコースティック・ギター

## カバー・バージョン
1994年10月31日、フィッシュがニューヨークでアルバム『ザ・ビートルズ』に収録の全曲をカバーするライブで演奏した。このライブでの演奏は、2002年に発売された4枚組のライブ・アルバム『LIVE PHISH 13　10.31.94』で音源化された。